# 1164 Kobolda
1164 Kobolda је астероид главног астероидног појаса са средњом удаљеношћу од Сунца која износи 2,305 астрономских јединица (АЈ).
Апсолутна магнитуда астероида је 12,8 а геометријски албедо 0,120.